# Dyter
Dyter, Diter – imię męskie pochodzenia germańskiego, zapisywane w Polsce od 1306 roku w formach Dyter, Tyter, a w postaci Dederek, Dederko i Deder – od 1417 roku, także Tader i Tadyr (które to formy mogły także pochodzić od imienia Teodor). 
Pierwszy człon to germ. þeudo, stsas. thioda, stwniem. diot – „lud”, tu m.in. w formach Dēd- i Tād-; drugi, her-, to: stsas. heri, stwniem. heri – w funkcji członu drugiego oznacza „dowódca wojskowy”. W czasach nowożytnych na gruncie języka niemieckiego imię to (niem. Dieter, Diether) zbiega się ze skróconą formą imienia Dietrich (Teodoryk).
Staropolskie zdrobnienia: Dederek, Dederka (rodz. męski), Dederko; inne możliwe staropolskie zdrobnienia to: Debel, Dedel, Dedo, Dedak, Dela, Delak, Depa, Dydo, Dydziec, Dyt(ek), Dytko, Dytel, Dytka (rodz. męski), Dytlin, Dytusz, Dytyl, Dzietko, Dziec(z)ko, Tyc(z), Tyc(z)a (rodz. męski), Tyc(z)an, Tyc(z)e, Tyc(z)ek, Tyc(z)ko, Tyc(z)o, Tydek, Tydko, Tyl, Tyla (rodz. męski), Tylasz, Tyle, Tylek, Tylik, Tyliszak, Tylko, Tylo, Tylusz, Tyluszek, Tyluszko, Tytel, Tytak, Tyto, Tytusz, Dyko, Dykasz, Dykiel, Dykusz.
Dyter, Deder, Diter imieniny obchodzi 16 grudnia. 

## Znane osoby noszące imię Dyter, Deder
- Dieter Auch – niemiecki polityk
- Dieter Augustin – niemiecki aktor, komik
- Dieter Baumann – niemiecki lekkoatleta, długodystansowiec
- Dieter Bohlen – niemiecki muzyk, kompozytor i wokalista, członek duetu Modern Talking
- Dieter Burdenski – niemiecki piłkarz
- Dieter Dierks – niemiecki producent muzyczny
- Dieter Eckstein – niemiecki piłkarz
- Dieter Eilts – niemiecki piłkarz
- Dieter Frey – niemiecki piłkarz
- Dieter Herzog – niemiecki piłkarz
- Dieter Hildebrandt – niemiecki prezenter telewizyjny
- Dieter Hoeneß – niemiecki piłkarz
- Dieter-Lebrecht Koch – niemiecki polityk i architekt, od 1994 poseł do Parlamentu Europejskiego
- Dieter Mann – niemiecki aktor
- Dieter Martiny – niemiecki profesor prawa
- Dieter Meier – szwajcarski muzyk
- Dieter Müller – piłkarz niemiecki
- Dieter Neuendorf – niemiecki skoczek narciarski
- Dieter Quester – austriacki kierowca wyścigowy
- Dieter Schenk – niemiecki prawnik, od 2003 r. honorowy obywatel Gdańska
- Dieter Speer – niemiecki biathlonista
- Dieter Thoma – niemiecki skoczek narciarski
- Dieter Van Tornhout – belgijski piłkarz
- Dieter Wellershoff – wojskowy niemiecki
- Dieter Wisliceny – zbrodniarz hitlerowski, zastępca Adolfa Eichmanna
- Hans-Dieter Flick – niemiecki piłkarz
- Horst-Dieter Höttges – niemiecki piłkarz, boczny obrońca
- Hanns Dieter Hüsch – niemiecki artysta kabaretowy
- Liviu-Dieter Nisipeanu – rumuński szachista, arcymistrz od 1997 roku
- Wilhelm Dieter Siebert – niemiecki kompozytor
- Klaus-Dieter Sieloff – piłkarz niemiecki
- Hans-Dieter Sues – amerykański paleontolog pochodzenia niemieckiego